# Лемель, Натали
Натали Лемель, урождённая Натали Дюваль (фр. Nathalie Lemel; 26 августа 1827, Брест, Франция — 1921, Иври-сюр-Сен) — французская революционерка, социалистка, анархистка, феминистка, активная участница Парижской коммуны 1871 года.

## Биография

### Ранние годы. Становление активисткой
С двенадцатилетнего возраста работала переплётчицей. В 1845 году вышла замуж за Жерома Лемеля, который работал в той же отрасли. Супруги основали свою собственную переплетную мастерскую. В семье родилось трое детей. В 1861 году их предприятие обанкротилось, и семья в поисках работы переехала в Париж.
Неизвестно, когда именно Н. Лемель начала сотрудничать в социалистических организациях, но в 1865 году она уже была официально связана с французской секцией Междунаро́дного това́рищества трудя́щихся, в том же году она входила в забастовочный комитет, где сотрудничала с Эженом Варленом. Была известна как хороший оратор, участница борьбы за равную оплату труда мужчин и женщин.
В 1868 году бросила своего мужа-алкоголика. Сотрудничала с Эженом Варленом в создании коллективно управляемой сети дешёвых столовых для рабочих.

### Франко-прусская война и Парижская Коммуна
Была активной участницей политических клубов, как предназначенных исключительно для женщин, так и для обычных социалистических групп. Вместе с одной из основателей русской секции I Интернационала Елизаветой Дмитриевой на основе марксистского феминизма создала Женский союз защиты Парижа и ухода за ранеными, в котором она входила в центральный комитет.
Активная участница Парижской Коммуны 1871, сражалась на баррикадах на площади Пигаль. Помимо борьбы с полицией, заботилась о раненых.
После поражения Парижской Коммуны была арестована и предана военному суду, который приговорил её к депортации и заключению в исправительной колонии в Новой Каледонии. Была депортирована на том же конвое, что и Анри Рошфор и Луиза Мишель. Натали Лемель и Луиза Мишель были категорически против разделения женщин на месте депортации. Под влиянием Луизы Мишель начала склоняться к анархизму.

### Поздние годы. Возвращение из ссылки и смерть
Вернулась из ссылки только после амнистии в 1880 году и снова была вовлечена в борьбу за права женщин. Став нищей и ослепнув, умерла в 1921 году в приюте для бедных в Иври-сюр-Сен, в котором она поселилась с 1915 года. В похоронной процессии участвовало лишь три человека; коммунистическая газета "Юманите" посвятила ей некролог от 25 мая.

## Память
Именем Натали Лемель названы улицы в Париже, Кемпере и Бресте.